# 笑えない道化師
『笑えない道化師』（わらえないピエロ）、日本のシンガーソングライターである簔谷雅彦（現・みのや雅彦）の3枚目のアルバム。

## 解説
前作『原風景』に引き続き、外部のアーティストを作詞と作曲に起用した楽曲が収録され、猫の田口清が作曲、来生えつこと大沢孝子が作詞で楽曲提供している。
オリコン・アルバムランキングでは、最高77位。100位以内へのランクインは3回を記録した。

## 評価
『CDジャーナル』は、「シティ・ポップスという言葉が使われ出した頃の、先駆けに当たるような作品だろうか。都会の街を舞台にしたラヴ・ソングがほとんど。楽曲、ヴォーカルともウェットで、しっとりしたポップス。」と評価した。

## 収録曲
- 全作詞・作曲:簑谷雅彦（特記以外）

1. 炎の予感
作詞:来生えつこ 作曲:田口清 編曲:川村栄二
2. にがい朝
作詞:大沢孝子 編曲:川村栄二
3. 寒い季節
編曲:飛澤宏元
4. 孤独な週末
編曲:川村栄二
5. 雨の日時計
作詞:大沢孝子 編曲:川村栄二
6. 笑えないピエロ
編曲:川村栄二
  - 石立鉄男主演のフジテレビ系月曜ドラマランド「どっきり双子先生・乙女学園男子部」主題歌。今作ではA面シングル化された、ドラマ主題歌バージョンを収録。
7. 早春・ときめき
編曲:飛澤宏元
  - フジテレビ系ライオン奥様劇場「思春期の妻たち」主題歌。
8. 夏の夕暮れ
編曲:飛澤宏元
9. 秋
編曲:川村栄二
10. Mr.Good BAR-ジキル&ハイド-
編曲:飛澤宏元

## STAFF
- PRODUCER :稲葉竜文(CBS/SONY)
- DIRECTOR：須川敏治(SD北海道)[3],大輪晃義(STVパック),山口忠生(CBS/SONY)
- RECORDING & MiXING ENGINEER :深田 晃[4]
- ASSISTANT ENGINEER :田部田洋一,大森政人,森岡徹也[5]
- RECORDING STUDIO :フリーダム・スタジオ,CBS/SONY六本木スタジオ
- ART DIRECTION & GRAPHIC :仁張明男(CBS/SONY)
- PHOTO :波多健二
- STYLIST :山口幸子
- HAIR & MAKE :藤原陽子
- ILLUST :吉田孝(CBS/SONY)
- MANEGER ：山田義彦(SD北海道)
- PIERROT MODEL :Mr.Ray
- CBS/SONY PROMOTION STUFF :御領 博[6],宮崎賢二
- SPECIAL THANKS TO :若松節朗(テレパック)
- EXECUTIVE PRODUCER :稲垣博司(CBS/SONY)[7]

## MUSICIAN
- DRUMS :宮崎全弘, 岡本郭男, 島村英二
- ELECTRIC BASS :富倉安生, 渡辺直樹, 美久月千晴, 岡沢茂
- ELECTRIC GUITAR :今剛, 芳野藤丸, 青山徹
- ELECTRIC &  ACOUSTIC PIANO :佐藤準, 山田秀雄, 中西康晴, 倉田信雄
- SYNTH :富樫春生
- PERCUS :木村誠, 川瀬昭人
- ACOUSTIC GUITAR :安田裕美, 吉川忠英
- HARP :山川恵子
- CLARINET :ジェイク・コンセプション
- STRINGS :藤沢グループ, 篠崎グループ
- CHORUS :東郷昌和, 小出博志, 尾形直子, 伊集加代子